# Monte Ibérico-Corredor de Almansa
Die Comarca Monte Ibérico-Corredor de Almansa ist eine der sieben Comarcas in der Provinz Albacete der autonomen Gemeinschaft Kastilien-La Mancha.
Sie umfasst elf Gemeinden auf einer Fläche von 2.441,42 km² mit dem Hauptort Almansa.

## Gemeinden
| Gemeinde                                  | Einwohner (2024) | Fläche km² | Dichte Einw./km² | Cod INE | Postleitzahl |
| ----------------------------------------- | ---------------- | ---------- | ---------------- | ------- | ------------ |
| Almansa                                   | 24.281           | 531,91     | 46               | 02009   | 02640        |
| Alpera                                    | 2.260            | 178,47     | 13               | 02010   | 02690        |
| Bonete                                    | 970              | 125,06     | 8                | 02018   | 02691        |
| Caudete                                   | 10.249           | 141,61     | 72               | 02025   | 02660        |
| Chinchilla de Monte-Aragón                | 4.626            | 680,03     | 7                | 02029   | 02520        |
| Corral-Rubio                              | 302              | 94,76      | 3                | 02027   | 02693        |
| Higueruela                                | 1.142            | 205,45     | 6                | 02039   | 02694        |
| Hoya-Gonzalo                              | 593              | 114,57     | 5                | 02040   | 02696        |
| Montealegre del Castillo                  | 2.038            | 177,79     | 11               | 02051   | 02650        |
| Pétrola                                   | 665              | 74,61      | 9                | 02061   | 02692        |
| Pozo Cañada                               | 2.692            | 117,16     | 23               | 02901   | 02510        |
| Comarca Monte Ibérico-Corredor de Almansa | 49.818           | 2.441,42   | 20               | –       | –            |